# Popești, Călărași
Popești este un sat în comuna Vasilați din județul Călărași, Muntenia, România.